# Hotchkiss-Brandt
Hotchkiss-Brandt était une société française créée en 1956 par le regroupement de la société Hotchkiss et des établissements Brandt. 

## Historique
Edgar Brandt, à la tête des établissements qui portent son nom et fabriquent de l'électroménager sous la marque Brandt et de l'armement, se porte acquéreur de l'entreprise Société de l'usine de la Marque, fabricant des machines à coudre et des projecteurs cinématographiques vendus sous la marque Mécanique Industrielle de Précision (M.I.P), ainsi que de l'entreprise Hotchkiss, fabricant des voitures, des armes et des munitions. 

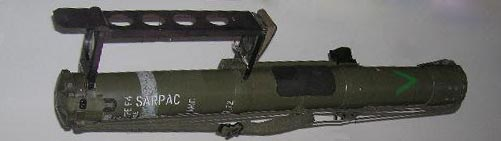
Un Sarpac exposé dans un musée. Cette arme a eu peu de succès commercial.

Elle produisit en outre un lance-roquette pour l'exportation, le SARPAC (en) (Super Arme de Proximité Anti-Char).
Elle a fusionné en 1966 avec la CFTH pour donner la Compagnie française Thomson-Houston-Hotchkiss-Brandt, dénommée ensuite Thomson-Brandt.